# Tourte Woolton
La tourte Woolton (Woolton pie), connue d'abord sous le nom de « tourte de Lord Woolton », est un plat anglais à base de légumes, susceptible de nombreuses variantes.

## Historique
Ce plat a été créé en 1941 à l'hôtel Savoy de Londres par Francis Latry, à l'époque chef de cuisine de l'hôtel. C'était l'une des nombreuses recettes que le ministère de l'Alimentation  britannique recommanda au public pendant la Seconde Guerre mondiale pour maintenir un régime alimentaire adapté malgré la pénurie et le rationnement de nombreux types d'aliments, notamment la viande.
Ce plat doit son nom à Frederick Marquis, 1er comte de Woolton (1883-1964), qui fut ministre de l'Alimentation en 1940.
La recette consistait à faire cuire à l'eau différents légumes coupés en dés : pommes de terre (ou panais), choux-fleurs, rutabagas, carottes et navets, éventuellement additionnés de flocons d'avoine et d'échalotes hachées. La préparation est ensuite placée dans une terrine et couverte d'une couche de pommes de terre écrasées, puis cuite au four jusqu'à ce qu'elle soit légèrement gratinée. Le plat est servi chaud, assaisonné d'une sauce brune aux légumes.
La recette pouvait être adaptée en fonction des ingrédients disponibles et de la saison.

La tourte de Woolton, dans laquelle la viande faisait totalement défaut, n'a pas toujours été bien accueillie. Un éditorial paru dans The Times faisait ce commentaire : 

« Lorsque la tourte de Woolton était imposée à des tables un peu réticentes, Lord Woolton faisait son grand numéro en acceptant de manger dans des déjeuners publics, sous les flashs des caméras, le plat qui porte son nom, tout en extériorisant tous les signes du plaisir. »

Selon le professeur John Fuller, la tourte de Woolton et les plats d'austérité similaires de temps de guerre ont été oubliés aussi vite que possible lorsque les conditions sont revenues à la normale. Une exception notable à cette règle fut le gâteau aux carottes qui, bien qu'il n'ait pas été inventé pendant la guerre, était populaire au Royaume-Uni à cette période parce qu'il utilisait des légumes-racines largement disponibles au lieu d'ingrédients devenus rares, tels la farine, la graisse et le sucre, nécessaires à d'autres gâteaux.
La recette de la tourte Woolton a été publiée à diverses reprises depuis la guerre, en particulier dans des collections éditées à l'occasion de commémorations importantes, par exemple Marguerite Patten, en 1985, publia We'll Eat Again, marquant le 40e anniversaire de la fin de la guerre en Europe.